# Вильчковице (Краковский повет)
Вильчкови́це (пол. Wilczkowice) — село в Польше в сельской гмине Михаловице Краковского повета Малопольского воеводства.
Село располагается в 14 км от административного центра воеводства города Краков.
В 1975—1998 годах село входило в состав Краковского воеводства.

## Население
По состоянию на 2013 год в селе проживало 390 человек.
| 2010 | 2013 |
| ---- | ---- |
| 367  | 390  |

| Перепись  | Всего   | Всего | Женщины | Женщины | Мужчины | Мужчины |
| --------- | ------- | ----- | ------- | ------- | ------- | ------- |
| Единицы   | человек | %     | человек | %       | человек | %       |
| Население | 390     | 100   | 194     |         | 196     |         |